# Saint-Germain-sur-Rhône
Saint-Germain-sur-Rhône este o comună în departamentul Haute-Savoie din sud-estul Franței. În 2009 avea o populație de 397 de locuitori.

## Evoluția populației
| An        | 1975 | 1982 | 1990 | 1999 | 2006 | 2009 |
| --------- | ---- | ---- | ---- | ---- | ---- | ---- |
| Populație | 169  | 187  | 230  | 305  | 372  | 397  |